# Andreas Karasiak
Andreas Karasiak (* 1968) ist ein deutscher klassischer Tenor in Oper und Konzert. Seit 2007 ist er Professor für Gesang an der Hochschule für Musik Mainz.

## Leben
Andreas Karasiak studierte Gesang an der Hochschule für Musik Mainz bei Claudia Eder. Er studierte ergänzend Barockmusik an der Schola Cantorum Basiliensis in Basel bei René Jacobs.
Ab 1999 sang er am Nationaltheater Mannheim vor allem Mozart-Rollen wie Tamino in Die Zauberflöte, Ferrando in Così fan tutte und Belmonte in Die Entführung aus dem Serail.
Auf dem Gebiet der historischen Aufführungspraxis arbeitet er mit Gustav Leonhardt, Marcus Creed und Philippe Herreweghe zusammen. Er ist Solist in dem Projekt von Ton Koopman und Amsterdam Baroque Orchestra & Choir, das Gesamtwerk Dieterich Buxtehudes aufzunehmen, das 2005 begonnen wurde. Er arbeitete auch mit Dirigenten wie Helmuth Rilling oder Sylvain Cambreling.
1998 und 2007 war er der Tenor-Solist in Hermann Suters Le Laudi mit dem Chor von St. Bonifatius, geleitet von Gabriel Dessauer. Im Bachjahr 2000 wirkte er in Bachs Matthäuspassion mit, in der der Doppelchor mit den beiden Knabenchören Knabenchor Hannover und Thomanerchor besetzt war, die zur Feier von 50 Jahren Knabenchor Hannover von Heinz Hennig geleitet wurden. 2006 sang er den Evangelisten in Bachs Weihnachtsoratorium mit dem Dresdner Kreuzchor und der Dresdner Philharmonie, geleitet von Roderich Kreile in der Kreuzkirche. Er war der Evangelist in der Matthäuspassion im Festspielhaus Baden-Baden am Karfreitag 2007, dirigiert von Martin Haselböck, mit Stephen Salters, Lynne Dawson, Robin Blaze und Klaus Mertens. „Vor allem konnte Andreas Karasiak in der fordernden Rolle des Evangelisten beeindrucken, der die Gratwanderung zwischen Berichtston und innerer Beteiligung hervorragend meisterte.“, schrieb Christoph Wurzel. 2009 trat er in einer konzertanten Aufführung von Händels Solomon mit Andreas Scholl und der Schiersteiner Kantorei in der Marktkirche in Wiesbaden auf. Am 31. Oktober 2009 waren Dorothee Mields und Andreas Karasiak die Solisten in der Uraufführung des Requiems Schwarz vor Augen und es ward Licht von Harald Weiss durch den Knabenchor Hannover mit dem NDR Sinfonieorchester. 2010 sang er mit dem Wiesbadener Knabenchor in Händels Messiah in der Marktkirche, neben Elisabeth und Andreas Scholl. 2011 verkörperte er die Titelrolle in Monteverdis Il ritorno d’Ulisse in patria im Opernhaus Münster. Ursula Decker-Bönniger schrieb: „Andreas Karasiak lotet zwischen verhaltener Klage und dramatischen Zornesausbruch die unterschiedlichen Gefühle des Odysseus stimmlich aus“. 2012 sang er die Rolle des Jonathan in Händels Saul im Abschlusskonzert der Schiersteiner Kantorei zu ihrem 50-jährigen Jubiläum in Kloster Eberbach, mit Christian Immler in der Titelpartie.
Karasiak nahm selten aufgeführte Opern auf, zum Beispiel Händels Lotario, Domenico Cimarosas Gli Orazi e i Curiazi, Glucks L'innocenza giustificata, Haydns Die Feuersbrunst und Franz Schuberts Singspiele Der vierjährige Posten und Die Zwillingsbrüder.
Karasiak lehrt Gesang an der Hochschule für Musik Mainz und in Meisterkursen.

## Ausgewählte Einspielungen
- Hermann Suter: Le Laudi, Zofia Kilanowicz, Pamela Pantos, Johann Werner Prein, Chor von St. Bonifatius, Kinderchor von St. Bonifatius, Witold Lutosławski Philharmonic Wrocław, Gabriel Dessauer, 1999[13]
- Bach: Matthäus-Passion, Elisabeth Scholl, Nathalie Stutzmann, Gerd Türk, Thomas Mohr, Hanno Müller-Brachmann, Knabenchor Hannover und Thomanerchor, Akademie für Alte Musik Berlin, Heinz Hennig, Thorofon, 2000[3]
- Mozart: Il re pastore, Annette Dasch, Marlis Petersen, Krešimir Špicer, Arpiné Rahdjian, Balthasar-Neumann Ensemble, Thomas Hengelbrock, Deutsche Grammophon, DVD 2006
- Buxtehude: Opera omnia II – Vocal works 1, Caroline Stam, Johannette Zomer, Bogna Bartosz, Robin Blaze, Klaus Mertens, Amsterdam Baroque Orchestra & Choir, Ton Koopman, Challenge, 2006
- Buxtehude: Opera omnia V – Vocal works 2, Johannette Zomer, Bogna Bartosz, Daniel Taylor, Jörg Dürmüller, Klaus Mertens, Amsterdam Baroque Orchestra & Choir, Ton Koopman, Challenge, 2007
- Buxtehude: Opera omnia VII – Vocal works 3, Johannette Zomer, Bogna Bartosz, Jörg Dürmüller, Klaus Mertens, Amsterdam Baroque Orchestra & Choir, conductor Ton Koopman, Challenge, 2008
- Buxtehude: Opera omnia XI – Vocal works 4, Bettina Pahn, Miriam Meyer, Siri Thornhill, Johannette Zomer, Patrick van Goethem, Bogna Bartosz, Jörg Dürmüller, Klaus Mertens, Amsterdam Baroque Orchestra & Choir, Ton Koopman, Challenge, 2010[14]